# Thyllis colei
Thyllis colei är en tvåvingeart som beskrevs av Evert I. Schlinger 1960. Thyllis colei ingår i släktet Thyllis och familjen kulflugor. Inga underarter finns listade i Catalogue of Life.